# خفية الفرحان (الرقة)
خفية الفرحان قرية سورية تتبع ناحية عين عيسى في منطقة تل أبيض في محافظة الرقة. بلغ عدد سكانها 76 نسمة في عام 2004 حسب إحصاء المكتب المركزي للإحصاء.